# مونت گراوات (کوئینزلند)
مونت گراوات (به انگلیسی: Mount Gravatt) یک حومه شهر و کوه در استرالیا است که در کوئینزلند واقع شده‌است.